# Letto Di Foglie
Letto Di Foglie (укр. «Ліжко з лисття») — пісня італійського співака і кіноактора Адріано Челентано з альбому «Il re degli ignoranti» 1991 року.

## Про пісню
Пісня стала другим треком альбому Адріано Челентано «Il re degli ignoranti» 1991 року. Вона була написана в стилі поп-музики, її авторами пісні були Даніеле Байма Бескет, Рональд Джексон і Адріано Челентано. «Letto Di Foglie» є італомовним римейком англомовної пісня Челентано «You Can Be Happy», з альбому Челентано «Tecadisk» 1977 року. Текст пісні порушував тему любові. Пісня не потрапила до жодних збірок Челентано й ніколи не виконувалася ним наживо, але вона грала під час почакових титрів спецвипуску телепередачі «Notte Rock» («Нічний рок») від 5 листопада 1991 року, на якій співак презентував альбом «Il re degli ignoranti».

## Сингл
Також вона вийшла разом з піснею «La Terza Guerra Mondiale» на LP-синглі 1991 року як Б-сторона в Італії, під лейблом «Clan Celentano».

### Трек-лист
Італійський 7-дюймовий LP сингл
1. «La Terza Guerra Mondiale» — 4:31
2. «Letto Di Foglie» — 4:00

### Видання
| Назва                                         | Лейбл          | Маркування     | Країна | Рік  |
| --------------------------------------------- | -------------- | -------------- | ------ | ---- |
| La Terza Guerra Mondiale/Letto Di Foglie (7") | Clan Celentano | YD 767         | Італія | 1991 |
| La Terza Guerra Mondiale (CD)                 | Clan Celentano | 9031 74809 — 2 | Італія | 1991 |